# Jardín de Cactus
Der Jardín de Cactus ist ein Kakteen- und Sukkulentengarten am nördlichen Ortsrand von Guatiza an der Nordostküste von Lanzarote. Außer Kakteen wachsen hier auch Agaven, Alluaudien, Äonien, Crassulaceen, Euphorbien, Hylocereen, Kleinias, Pachypodien und Pereskias. Nicht alle der Pflanzen dort sind auf den Kanaren heimisch.

## Entstehung
Der Jardín de Cactus wurde durch den lanzarotenischen Künstler und Naturschützer César Manrique zusammen mit Jesús Soto (1928–2003) ab 1976 entworfen und ab 1989 mit Fördermitteln gebaut, sein letztes großes Werk. Am 17. März 1990 wurde der Jardín de Cactus offiziell eröffnet.
Der Garten liegt in einer 5000 m2 großen aufgelassenen Grube (Rofera) zur Förderung von Lapilli (Pyroklasten), die mit Müll verfüllt gewesen war. Die Lapilli aus den Roferas dienten seit dem 15. Jahrhundert dazu, die Felder der Umgebung gegen die Sonneneinstrahlung zu isolieren und Tau aufzufangen (Steinmulch). Auf Anregung von Juan Ramirez de Lucas ließ Manrique Säulen aus aufgequollener Lava stehen und behandelte sie als Kunstwerke. Da Guatiza eine lange Tradition der Cochenille-Erzeugung und ausgedehnte Opuntienfelder besaß, wollte Manrique nicht nur die einheimischen Sukkulenten wie Euphorbien und Kleinias, sondern auch Neuweltpflanzen wie Kakteen anbauen. Die Auswahl der Pflanzen übernahmen der Botaniker Estanislao Gonzáles Ferrer (1930–1990), der Kakteensammler Guillermo Perdomo Perdomo aus Haría, der spätere Obergärtner, und der Kakteensammler Eloíno Perdomo Placeres (1930–2020) ebenfalls aus Haría, aus dessen umfangreicher Sammlung viele Pflanzen des Gartens stammen. Andere Exemplare kamen aus der Gärtnerei von Norbert Kropf in Guimar auf Teneriffa.
Manrique hinterließ keine Gartenpläne, es ist also unbekannt, welche Teile der Bepflanzung auf seine Entscheidungen zurückgehen. Im Januar 1989 pflanzte er eine ostafrikanische Euphorbia candelabrum, die heute zu den größten Pflanzen des Gartens zählt und zu seinem Symbol geworden ist. Auch die Kroenleinia grusonii aus Mexiko, die sich inzwischen überall auf der Insel finden, gehen auf ihn zurück.

## Beschreibung
Der Garten wird durch einen überdimensionalen, fast acht Meter hohen grün bemalten Metall-Kaktus (Pachycereus) am Eingang ausgewiesen. Am Rand der Grube steht ein Portikus aus Lavasteinen und Manriques typischen Kuppelgebäuden. Das erste Tor wurde wieder abgetragen. Die Gebäude wurden durch Handwerker errichtet, die bereits auf anderen Projekten des Architekten gearbeitet hatten. Jesús Soto gestaltete die Beleuchtung, die Türen und viele andere Einzelheiten.
Der Kakteengarten weist fünf Terrassen auf, was den Vorbildern örtlicher Felder folgt. Die Hauptfläche ist jedoch der ebene Grund der Grube. Auch Elemente, die an japanische Gärten erinnern, prägen die Architektur. Den Boden bedecken rote und schwarze Lapilli. Ein Teich ist mit Seerosen und Sumpfpflanzen bepflanzt und mit Guppies besetzt.
An dem nördlichen Rand der Grube steht eine 1966 restaurierte Gofio-Mühle. von 1831 Unterhalb der Mühle liegt ein Restaurant. Architektonisch einfühlsam hat Manrique das Lokal aus dem Basalt der Umgebung bauen lassen. Auf dem Speiseplan stehen unter anderem Kaktus-Burger aus Opuntien.
Der Laden ist rund, das kuppelförmige Dach läuft in eine kaminartige Spitze aus, die eines von Manriques typischen Windspielen krönt. In dem Laden werden Andenken und Bücher verkauft, jedoch keine Pflanzen.
Auch Details wie die Abfalleimer, Fenster, Türgriffe in Form eines Kaktus und die Uniform des Personals wurden von Manrique entworfen oder Entwürfe von anderen Projekten wiederverwendet. Selbst die Hinweisschilder der Toiletten sind künstlerisch gestaltet.

## Bepflanzung
Insgesamt gedeihen hier mehr als 10.000 Exemplare 1400 verschiedener Kakteen- und Sukkulentenarten. Darunter befinden sich:
Äonien
- Aeonium lancerottense, endemisch auf Lanzarote
- Aeonium balsamiferum, endemisch auf Lanzarote

Euphorbien
- Euphorbia avasmontana, Namibia und Südafrika
- Euphorbia candelabrum, Ostafrika
- Euphorbia handiensis, endemisch auf Fuerteventura
- Euphorbia neriifolia
- Euphorbia officinarum, Marokko

Kakteen
- Carnegiea gigantea (Saguaro), Vereinigte Staaten
- Kroenleinia grusonii (Schwiegermuttersitz), Oaxaca, Mexiko
- Escontria chiotilla, südliches Mexiko
- Ferocactus pilosus, Mexiko
- Opuntia ficus-indica (Feigenkaktus), Mexiko

Pachypodien
- Pachypodium lamerei, endemisch auf Madagaskar

## Trivia
Einige Szenen in dem Film „Los abrazos rotos“ (2009) von Pedro Almodóvar wurden im Jardín de Cactus gedreht, fanden aber nicht den Weg in die Endfassung.
Szenen der zweiten Folge der zweiten Staffel von Foundation wurden im Jardín de Cactus gedreht.

## Galerie

Ansichten: César Manriques Jardín de Cactus
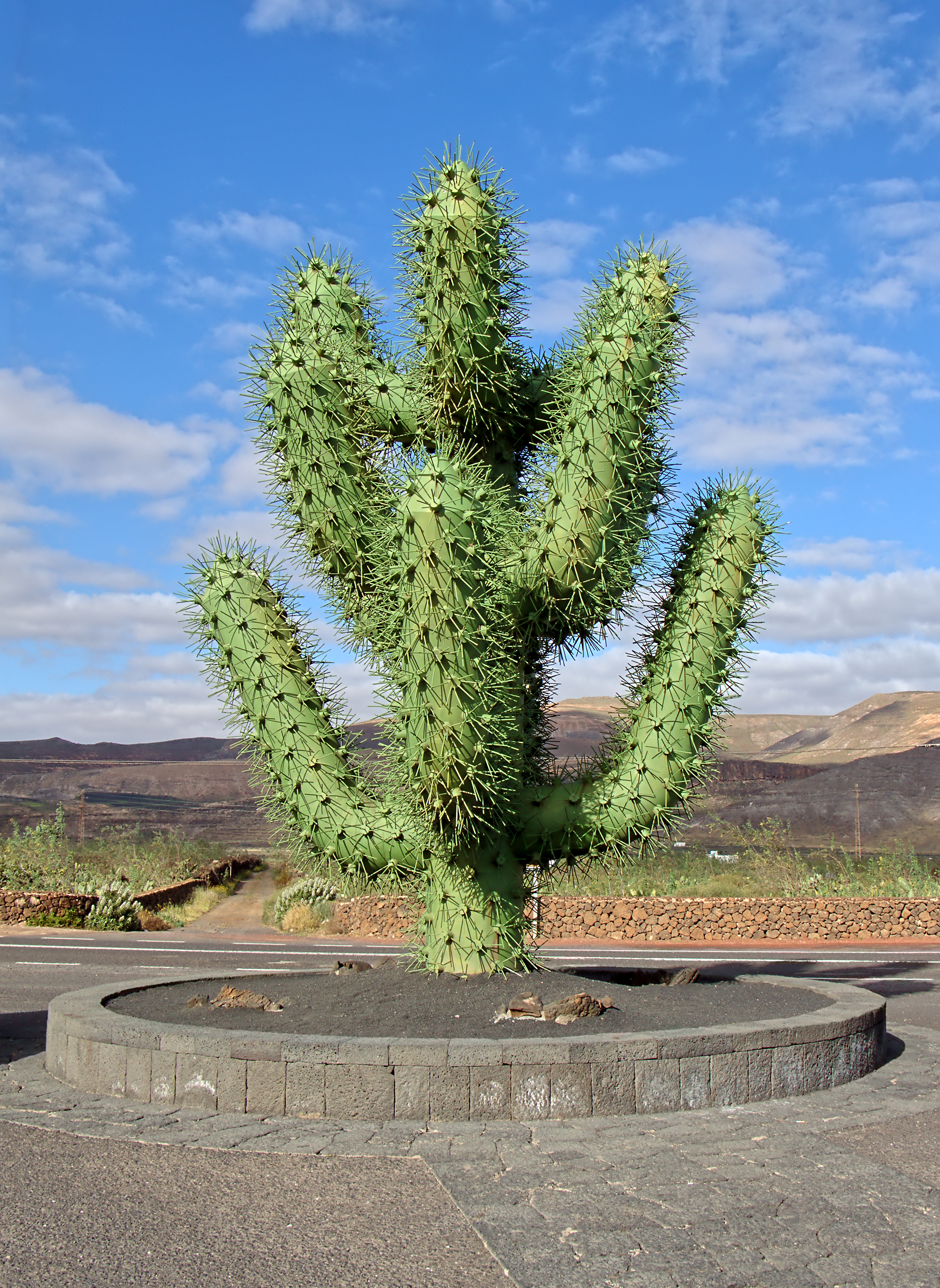
Metallskulptur eines Pachycereus am Eingang
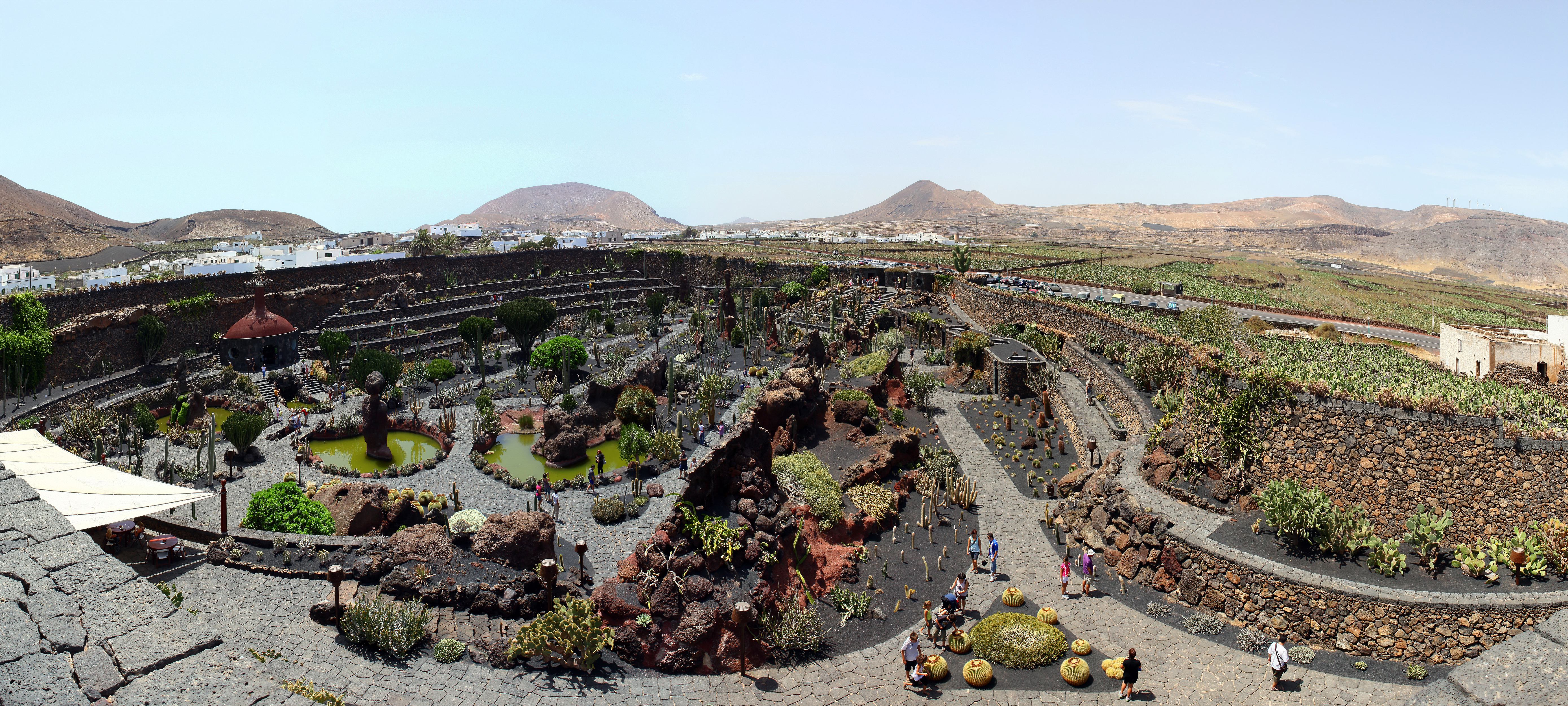
Panoramablick
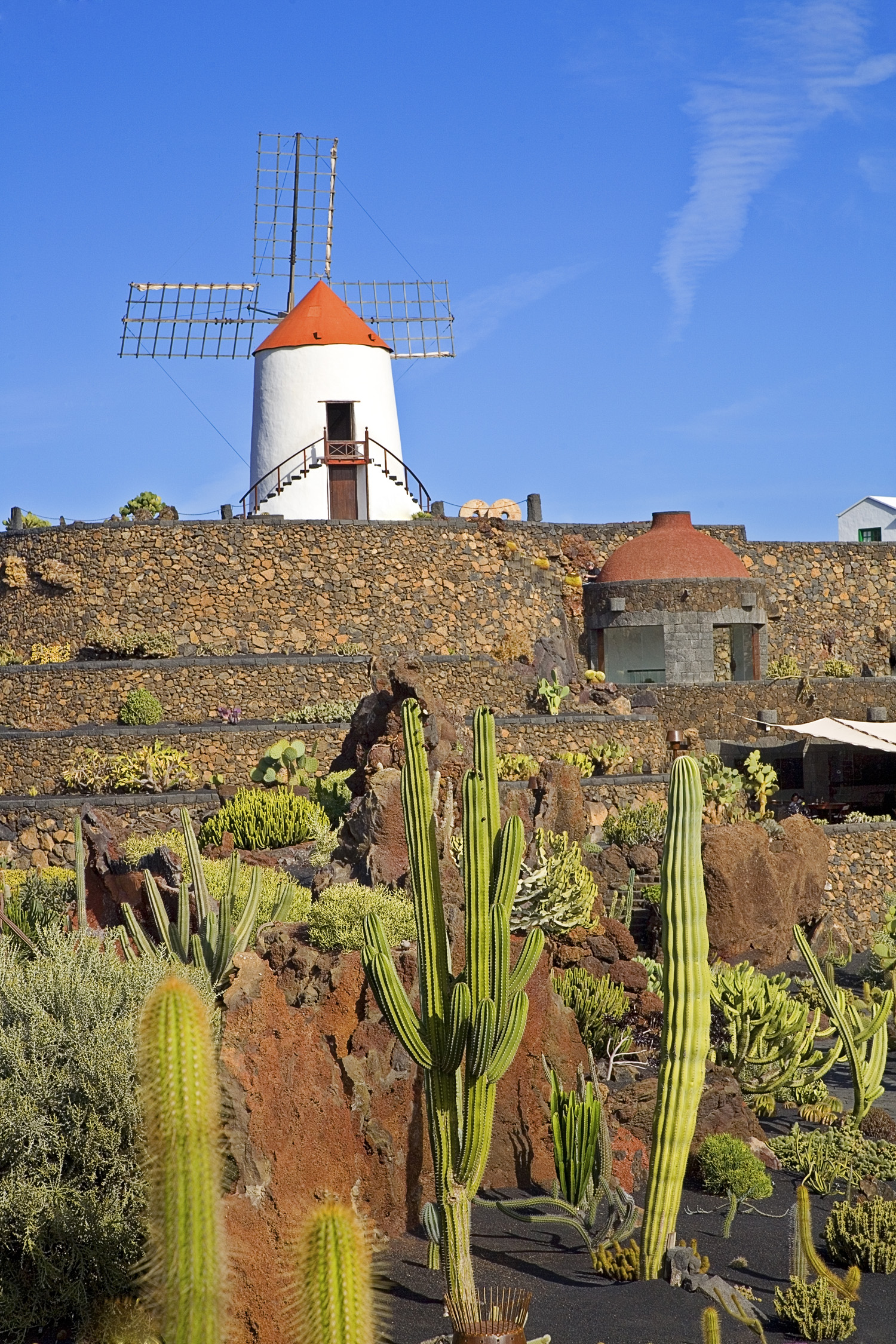
Gofio-Mühle von 1831
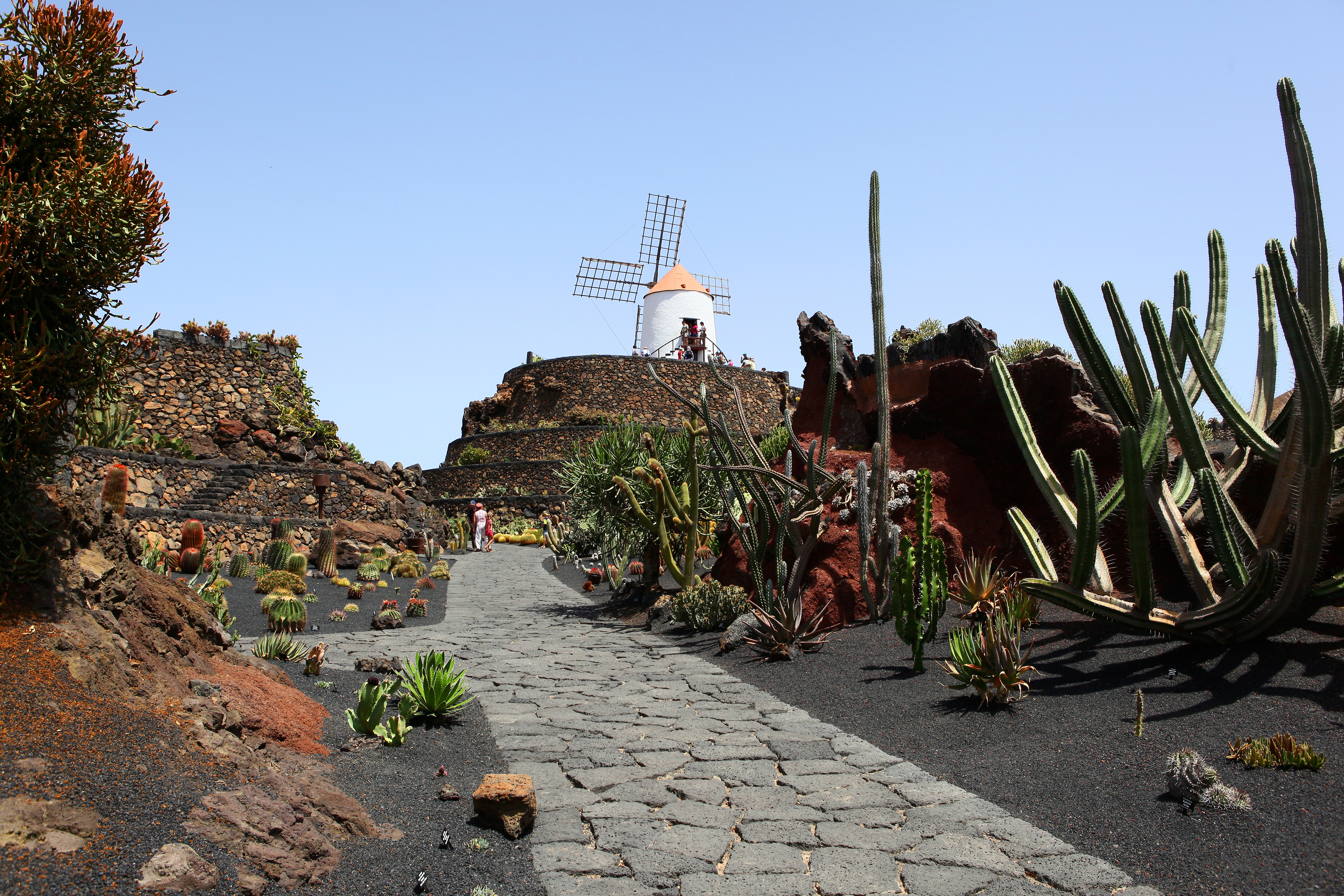
Weg zur Mühle
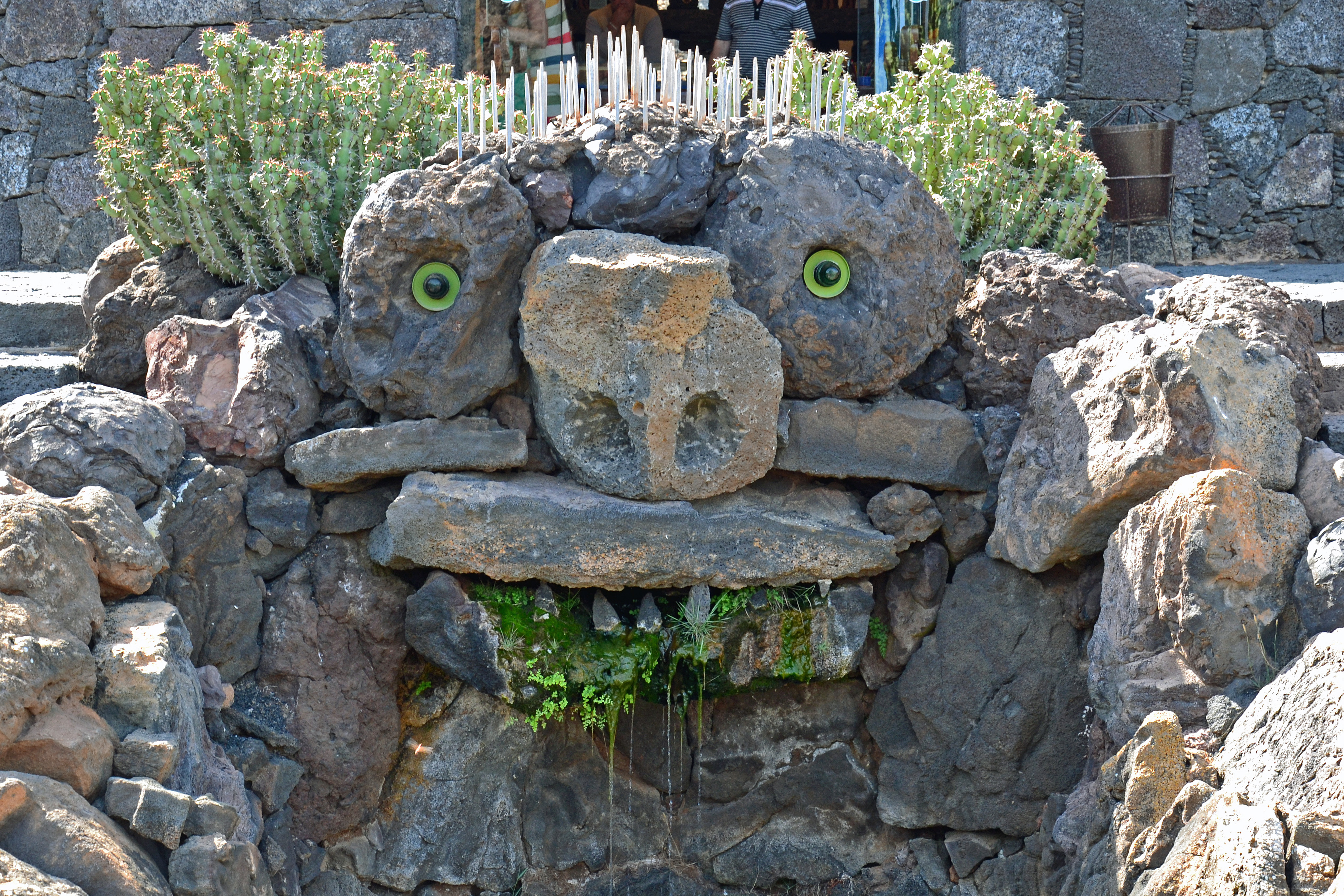
Steinskulptur, Euphorbien bilden die Haare
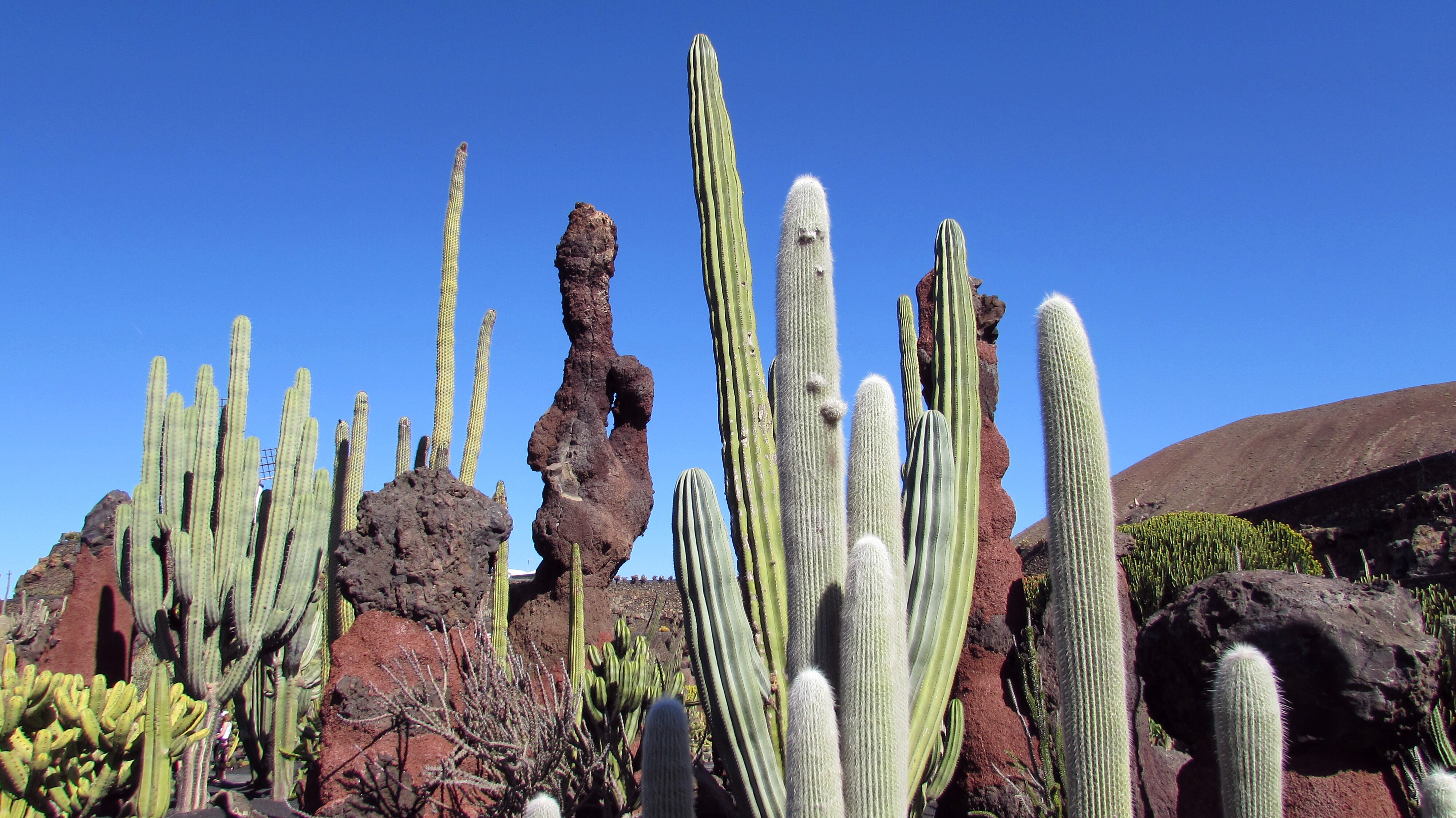
Ansicht 2019, natürliche Lavasäulen und Kakteen
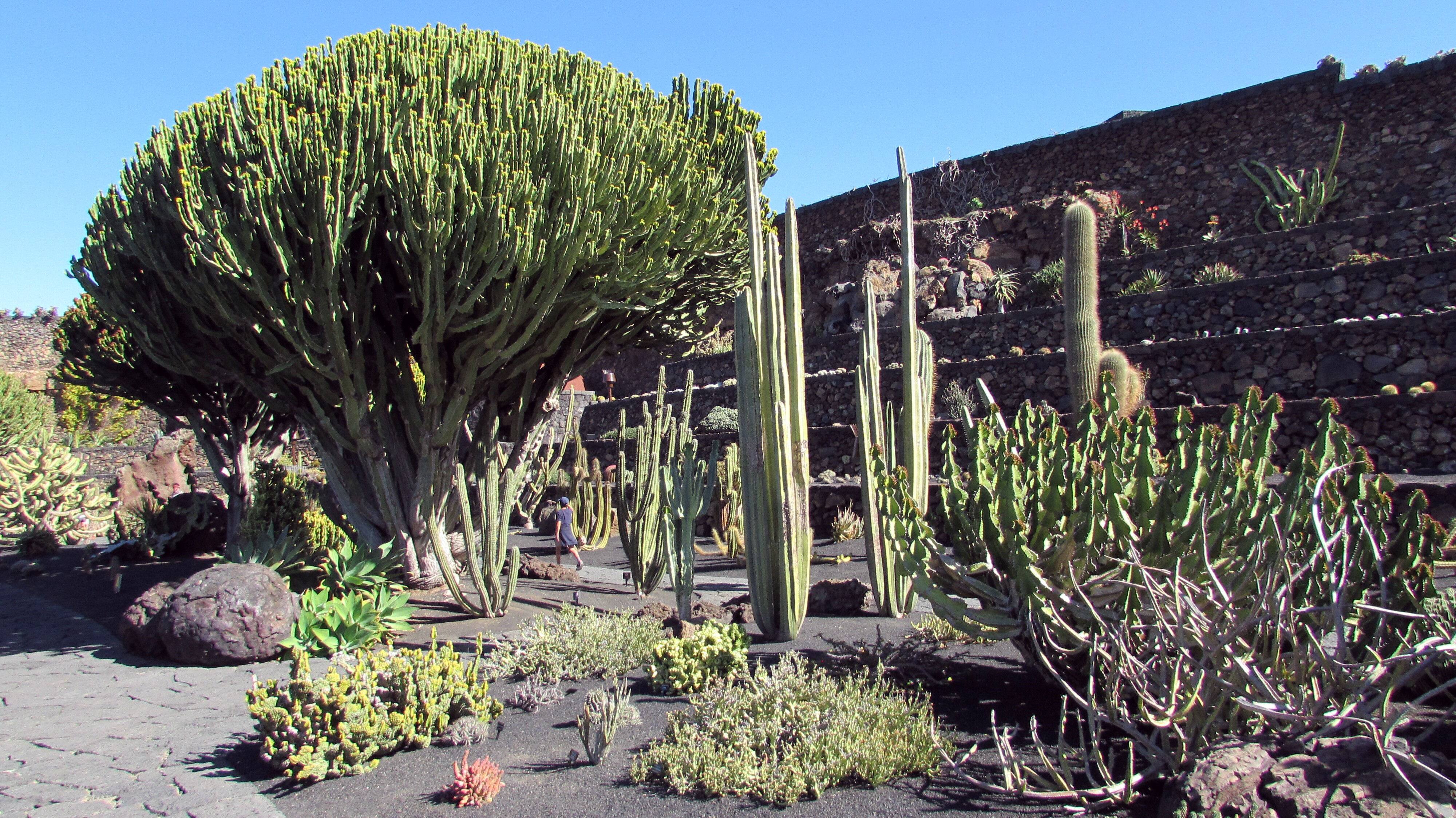
Euphorbia candelabrum, Ansicht 2019
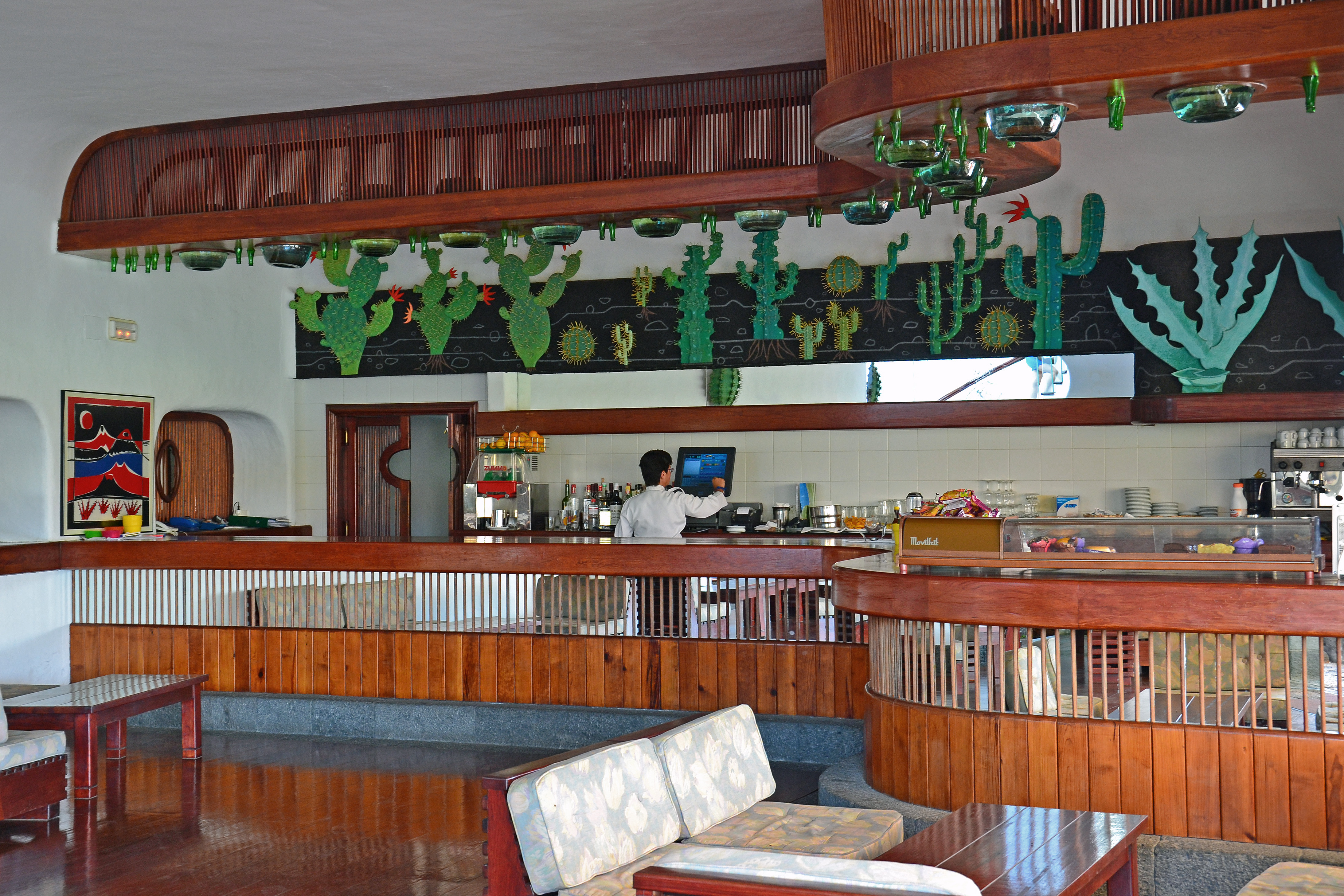
Bar-Restaurant, von Manrique gestaltet
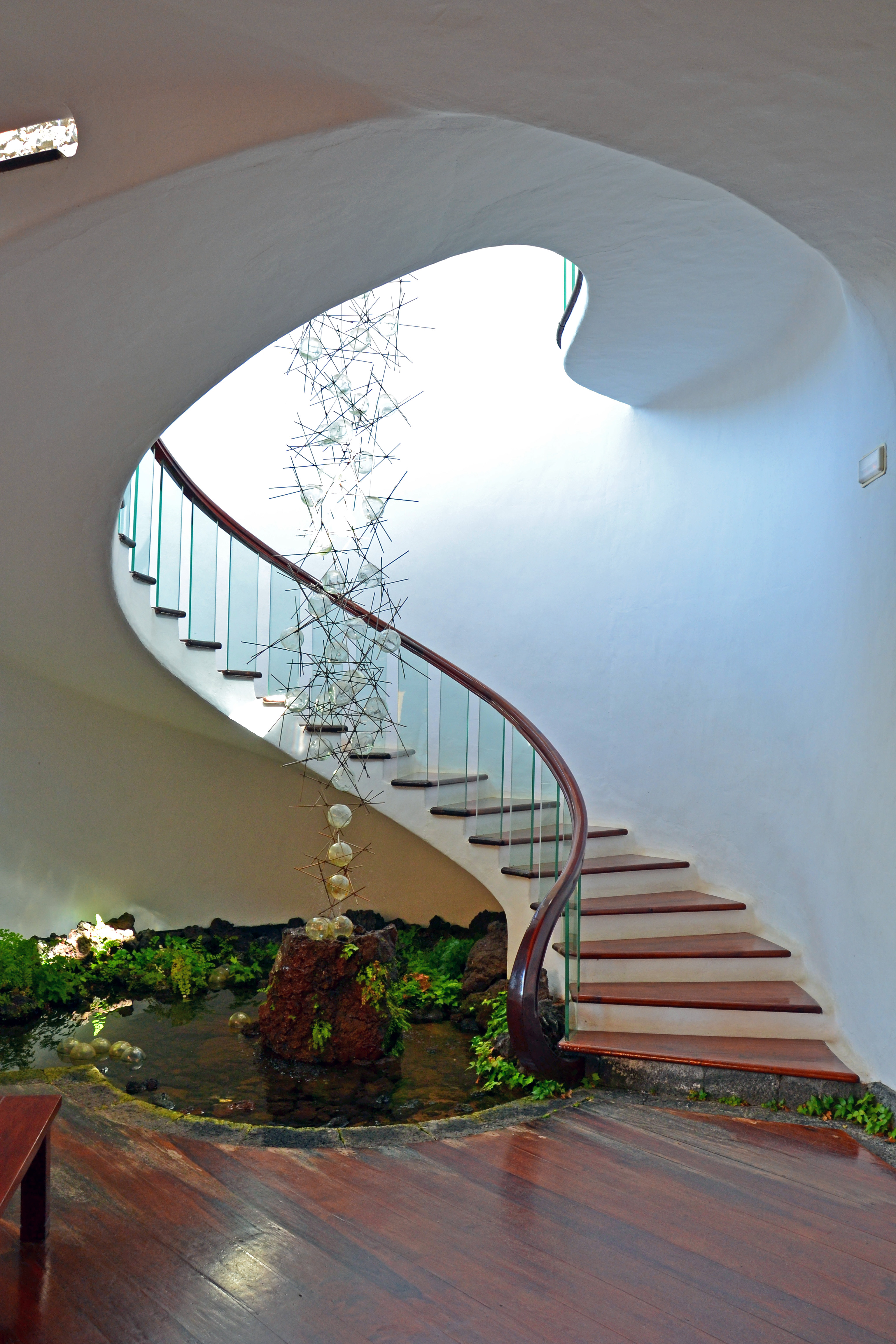
Geschwungene Treppe im Restaurant

## Belege
1. ↑  Alan Ritchie, Steve Penfield, Lanzarote's Jardin de Cactus. CactusWorld 28/2, 2010, 85–90. Stable URL: https://www.jstor.org/stable/42796258
2. ↑  Pascal Garbe, Jardín de Cactus, Natur, Kunst, Kultur. Centro del Arte, cultura y tourismo, Cabildo de Lanzarote, o. O., o. J., 39
3. ↑  Pascal Garbe, Jardín de Cactus, Natur, Kunst, Kultur. Centro del Arte, cultura y tourismo, Cabildo de Lanzarote, o. O., o. J., 40
4. ↑  Pascal Garbe, Jardín de Cactus, Natur, Kunst, Kultur. Centro del Arte, cultura y tourismo, Cabildo de Lanzarote, o. O., o. J., 40
5. ↑  Geschichte von Haria, spanisch. https://historiadeharia.com/PERSONAJE/Perdomo%20Perdomo,%20G.htm
6. ↑  Pascal Garbe, Jardín de Cactus, Natur, Kunst, Kultur. Centro del Arte, cultura y tourismo, Cabildo de Lanzarote, o. O., o. J., 47
7. ↑  Pascal Garbe, Jardín de Cactus, Natur, Kunst, Kultur. Centro del Arte, cultura y tourismo, Cabildo de Lanzarote, o. O., o. J., 47
8. ↑  Pascal Garbe, Jardín de Cactus, Natur, Kunst, Kultur. Centro del Arte, cultura y tourismo, Cabildo de Lanzarote, o. O., o. J., 48
9. ↑  Pascal Garbe, Jardín de Cactus, Natur, Kunst, Kultur. Centro del Arte, cultura y tourismo, Cabildo de Lanzarote, o. O., o. J., 51
10. ↑  Pascal Garbe, Jardín de Cactus, Natur, Kunst, Kultur. Centro del Arte, cultura y tourismo, Cabildo de Lanzarote, o. O., o. J., 41
11. ↑  Pascal Garbe, Jardín de Cactus, Natur, Kunst, Kultur. Centro del Arte, cultura y tourismo, Cabildo de Lanzarote, o. O., o. J., 31
12. ↑  Pascal Garbe, Jardín de Cactus, Natur, Kunst, Kultur. Centro del Arte, cultura y tourismo, Cabildo de Lanzarote, o. O., o. J., 39
13. ↑  Pascal Garbe, Jardín de Cactus, Natur, Kunst, Kultur. Centro del Arte, cultura y tourismo, Cabildo de Lanzarote, o. O., o. J., 72
14. ↑  Pascal Garbe, Jardín de Cactus, Natur, Kunst, Kultur. Centro del Arte, cultura y tourismo, Cabildo de Lanzarote, o. O., o. J., 42
15. ↑  nach https://lagranescapada.com/lanzarote-cesar-manrique-y-jesus-soto/ (Zugriff 25/12/2021) 4500 Exemplare von 450 Arten, nach  Verdeesvida (Jardín de Cactus de Lanzarote: escultura viva, https://www.verdeesvida.es/jardines_y_terrazas_1/jardin_de_cactus_de_lanzarote:_escultura_viva_120) 10.000 Exemplare von 1.100 Arten
16. ↑  Rhian Davies, Hidden Secrets, Utopias, Ghosts and the Hispanic Periphery in Los abrazos rotos (2009): Pedro Almodóvar’s Homage to Lanzarote and César Manrique. Bulletin of Spanish Visual Studies 5/1, 2021, 31–60. doi:10.1080/24741604.2021.1876381.

Koordinaten: 29° 4′ 49,4″ N, 13° 28′ 34,6″ W